# الساعات العظمية
الساعات العظيمة هي رواية للكاتب البريطاني ديفيد ميتشل. أدرجت في القائمة الطويلة لجائزة مان بوكر لعام 2014، وصنفت كواحدة من أفضل روايات عام 2014 للكاتب ستيفن كينغ. فازت الرواية بجائزة الخيال العالمي لعام 2015.

## الموضوعات
تنقسم الرواية إلى ستة أقسام مع خمسة رواة من وجهة نظر الشخص الأول. وهم مرتبطون بشكل فضفاض بشخصية هولي سايكس، وهي امرأة شابة من غريفسيند موهوبة بـ "عين غير مرئية" وقدرات شبه روحانية، وحرب بين فصيلين خالدين، الأنكوريتس، الذين يستمدون خلود (فيلم) من قتل الآخرين. وعلماء الساعات القادرون بشكل طبيعي على التناسخ. يشير العنوان إلى مصطلح مهين تستخدمه الشخصيات الخالدة للإشارة إلى البشر العاديين، المحكوم عليهم بالفناء بسبب أجسادهم المتقدمة في السن.

## الحبكة
يتكون الكتاب من ست قصص تدور أحداثها خلال أوقات مختلفة من حياة هولي.

## الشخصيات
- هولي سايكس: ابنة العشارين التي أصيبت ذات يوم بما اعتقدت أنها هلوسة سمعية.
- هوغو لامب: طالب جامعي.
- إد بروبيك: زميلة هولي من Gravesend.
- كريسبين هيرشي: روائي صغير في منتصف العمر يجد صعوبة في قبول أنه لم يعد ناجحًا كما كان من قبل.
- مارينوس: كائن غير زمني يتجسد من جديد في أجساد جديدة في كل مرة يموت فيها جسدها القديم.
- جاكو سايكس: شقيق هولي الصغير الذي هو في الواقع الشكل المتجسد لشي لو.